# You're my sunshine
《You're my sunshine》，是日本女歌手安室奈美惠的第6張個人單曲和代表作之一。1996年6月5日發行。

## 簡介
- 安室奈美惠親自出演的必治妥施貴寶（現 資生堂）「SEA BREEZE '96」廣告的歌曲，廣告初期使用的歌曲版本和CD版本曲調有所不同。

- 初動銷量突破40萬張，刷新了安室自己的單曲初動紀錄。連續三張單曲銷量超過百萬（按出貨量計算則是連續第四張）。總出貨量135萬張[1]，總銷量高達109.9萬張[2]，是1996年度日本單曲銷量第13位[3]。

## 收錄曲目
作詞、作曲、編曲：小室哲哉
1. You're my sunshine (STRAIGHT RUN)
2. You're my sunshine (EDDIE DELENA DANCE MIX)
3. You're my sunshine (TV MIX)

Mixed by Eddie DeLena

Chorus Arranged by Joey Johnson

## 外部連結
- 唱片介紹